# Театральні прем'єри (2023)
У статті в хронологічному порядку наведено перелік прем'єр українського театру, які відбувалися протягом 2023 року.

## Загальна картина
Протягом 2023 року українські театри випустили понад 350 прем’єр.
До вшанування ювілею Ольги Кобилянської, протягом року вийшло понад 5 вистав, пов’язаних з її іменем – за мотивами творів або біографічних.

## Каталог прем'єр
Перелік прем'єрних вистав наведено за каталогом порталу «Театральна риболовля».

### Січень
- 1 січня —
  - «Крижан Холодрига» Івана Даніліна за мотивами твору Всеволода Нестайка (реж. Іван Данілін, Чернівецький академічний обласний театр ляльок)[2]

- 3 січня —
  - «Жагуча таємниця» за мотивами новел Стефана Цвейга (реж. Андрій Білоус, Київський національний академічний Молодий театр)

- 7 січня —
  - «Молитва за Елвіса» Марини Смілянець (реж. Дмитро Морозов, Національний академічний драматичний театр імені Лесі Українки)[3]

- 10 січня —
  - «Як козаки ялинку шукали» Олександра Шила (реж. Іван Данілін, Дитяча театральна студія «Бу-Бу-Бу» КБУ Будинок естетики і дозвілля, м. Чернівці)

- 13 січня —
  - «Дафніс і Хлоя» балет Мориса Равеля (балетм. Віктор Байстрюченко, Сумський національний академічний театр драми та музичної комедії імені М. С. Щепкіна)[4]

- 14 січня —
  - «Вертеп» Марти Гурин на основі тексту Сокиринського вертепу (реж. Ірина Ципіна, Перший український театр для дітей та юнацтва, м. Львів)

- 15 січня —
  - «GENOCIDE» за щоденниками свідків Голодомору 1932-1933 років (реж. Інна Даніліна, Народний художній колектив «Театр юних чернівчан», м. Чернівці)

- 19 січня —
  - «Квартет» за Фрідріхом Ніцше та Францем Шубертом (реж. Микита Поляков, Сумський національний академічний театр драми та музичної комедії імені М. С. Щепкіна)

- 20 січня —
  - «Гуси-лебеді» Галини Гусарової (реж. Гліб Тюпін, Миколаївський академічний обласний театр ляльок)[5]
  - «Іх там нєт» за п’єсою «Четверта стіна» Alex Wood (реж. Максим Булгаков, Луганський обласний академічний український музично-драматичний театр)

- 21 січня —
  - «Несказане» Павла Осікова (реж. Павло Осіков, Театр одного актора «Ave», м. Кривий Ріг)
  - «Чорний дрізд» за однойменною п'єсою[en] Девіда Гарровера[en] (реж. Яна Безсмертна, Київський академічний театр драми і комедії на лівому березі Дніпра)[6][7][8][9]

- 22 січня —
  - «Аґора» Пьотра Армяновського та Анастасії Косодій за мотивами текстів Платона (реж. Пьотр Армяновський, Львівський академічний драматичний театр імені Лесі Українки)[10]
  - «Встигни в рай» за п‘єсою «Королева краси з Ліннана» Мартіна Мак-Дони ( (реж. Євгеній Колораш, Студія «Чорний квадрат», творча майстерня «Kolorash»)
  - «Позивний “Елвіс”» за п'єсою «Молитва за Елвіса» Марини Смілянець (реж. Олена Щурська, Мистецько-концертний центр ім. Івана Козловського Київського національного академічного театру оперети, м. Київ)[11][3]

- 27 січня —
  - «Вовчиха» Ольги Кобилянської (реж. Назар Панів, Івано-Франківський національний академічний драматичний театр імені Івана Франка)

- 28 січня —
  - «Гном Джером і півкілограма цукру» Петро Мага за мотивами казки Х. А. Лаіглесії (реж. Марія Мага, Чернівецький музично-драматичний театр імені Ольги Кобилянської)
  - «Кароль» Славомира Мрожека (реж. Дмитро Курілов, Миколаївський академічний художній драматичний театр)[12][13][14]
  - «Квартет» Рональда Гарвуда (реж. Олександр Білозуб, Київський національний академічний театр оперети)[15][16][17]
  - «Ультіма Туле» Андрія Бондаренка (реж. Марія Грунічева, Київський академічний театр «Колесо»)[18][19]

### Лютий
- 3 лютого —
  - «Золоте теля» Володимира Подгородинського на вірші О. Вратарьова та музику Олександр Злотник за мотивами роману Ільфа та Петрова (реж. Володимир Подгородинський, Одеський академічний театр музичної комедії імені М. Водяного)[20][21]
  - «Мама. 10 км.» за п’єсами «Один день» Лєни Кудаєвої та «Десять кілометрів» Ірини Феофанової (реж. Дмитро Некрасов, Сумський національний академічний театр драми та музичної комедії імені М. С. Щепкіна)
  - «Труффальдіно — слуга двох господарів» Карло Ґольдоні (реж. Дмитро Драпіковський, Київський академічний театр ляльок)[22]

- 4 лютого —
  - «Тутізар»: за мотивами української казки “Маляка – принцеса Драконії”» за мотивами казки «Маляка – принцеса Драконії» Сашка Дерманського (реж. Олена Вахрамєєва, Тілесно орієнтований театр «Тотеатр», м. Київ)

- 5 лютого —
  - «З-за обрію» Марії Коваленко (реж. Віталій Лук’янов, Незалежний проєкт, м. Київ)

- 7 лютого —
  - «Украдене щастя» за однойменною п'єсою Івана Франка (реж. Гіо Пачкорія, Камерний театр «Маланка», м. Київ)[23]

- 12 лютого —
  - «Коханці» за мотивами класичних оповідань про кохання (реж. Кирило Душин, Мукачівський драматичний театр)

- 14 лютого —
  - «Вільні метелики» Леонарда Герша (реж. Сергій Курчев, Кропивницький академічний український музично-драматичний театр імені М. Л. Кропивницького, м. Кропивницький)
  - «Лісістрата» за однойменною п'єсою Арістофана (реж. Дмитро Карачун, Молодіжний театр «Silentium», м. Калуш)[24][25]

- 15 лютого —
  - «Не стрибай, не дивлячись» Гарольда Брауна (реж. Влад Кутуев, Театр «Дім Перуцького», м. Одеса)[26]

- 17 лютого —
  - (поновлення) «Емігранти» Славомира Мрожека (реж. Євген Курман, Миколаївський академічний художній драматичний театр) (поновлення вистави)[27]
  - «Крихітка Цахес» Ганни Турло та Марини Смілянець за ідеєю казки-повісті Ернста Теодора Амадея Гофмана (реж. Анна Турло, Київський академічний театр «Золоті ворота»)[28]

- 18 лютого —
  - «Малюнки Морті» за п’єсою «Малюнки на пам’ять» Божени Борек (реж. Юрій Сушко, Київський народний театр-студія «Райдо»)

- 20 лютого —
  - «Всередині моєї кімнати» (реж. Артем Вусик, Театр «Варта», м. Львів)[29]

- 24 лютого —
  - «Термочуттєвість» за оповідками Тоона Телегена та нон-фікшн ВПО (реж. Євгенія Морозова-Попова, Театральна студія «Ті самі гойдалки», м. Кривий Ріг)

### Березень
- 2 березня —
  - «Ніч вовків» Олександр Вітер (реж. Григорій Сиротюк, Вінницький обласний академічний український музично-драматичний театр імені Миколи Садовського)

- 3 березня —
  - «Quartetto» Р. Харвуда (реж. Максим Булгаков, Сумський національний академічний театр драми та музичної комедії імені Михайла Щепкіна)

- 4 березня —
  - «Балада про любов» Павло Гончаров за творами Володимира Івасюка (реж. Павло Гончаров, Черкаський академічний обласний український музично-драматичний театр імені Т. Г. Шевченка)[30][31][32][33]
  - «Татко для Кабанчика» за мотивами п’єси «Татко Їжачок» Євгена Недєліна (реж. Світлана Ємець, Запорізький театр «СВіЯ»)
  - «Я Норм» Ніни Захоженко (реж. Алекс Боровенський, Київський камерний театр «Дивний Замок»)

- 5 березня —
  - «Козаки. Дуже правдива історія» Юрія Чайки за мотивами мультсеріалу «Як козаки?» (реж. Юрій Чайка, Хмельницький обласний український музично-драматичний театр імені Михайла Старицького)[34]
  - «Хай живе Бушон!» Жана Делля та Жеральда Сіблейраса (реж. Павло Гатілов, Київський академічний театр «Актор»)

- 7 березня —
  - «Закрите небо» Неди Нежданої (реж. Альона Малюга-Мельникова, Народний аматорський театр-студія «10 ряд 10 місце», м. Ковель)

- 8 березня —
  - «Карпатський вестерн» авторської групи «Піратська бухта» (реж. Максим Голенко, Одеський академічний український музично-драматичний театр імені В. Василька)[35][36]
  - «Декоратор» Дональда Черчілля (реж. Ігор Матіїв, Київський академічний драматичний театр на Подолі)[37]
  - «Я від тебе в захваті» Річарда Баєра (реж. Лев Сомов, Мукачівський драматичний театр)

- 9 березня —
  - «Сліпий» Володимира Грипича за поемою «Невольник» Тараса Шевченка (реж. Олександр Лаптій, Чернігівський обласний академічний український музично-драматичний театр імені Тараса Шевченка)

- 11 березня —
  - «Мишоловка. Вбивство на Калвер-стріт» за Агатю Крісті (реж. Сергій Чулков, Академічний музично-драматичний театр імені Лесі Українки міста Кам'янського)

- 12 березня —
  - «Конотопська відьма» Сергія Павлюка за повістю Григорія Квітки-Основ’яненка (реж. Сергій Павлюк, Миколаївський національний академічний український театр драми і музичної комедії)[38]
  - «Тутізар» за мотивами творчості Марини Пономаренко» V3 (реж. Олена Вахрамєєва, Тілесно орієнтований театр «Тотеатр», м. Київ)

- 17 березня —
  - «По ревізії» за однойменною п'єсою Марка Кропивницького (реж. Роман Бутовський, Муніципальний театр сатири, м. Кропивницький)

- 18 березня —
  - «Безпечний простір» на основі історій різних людей, з різним досвідом проживання та усвідомлення війни (реж. Євгенія Відіщева, Незалежний проєкт, м. Київ)
  - «Віддайте тіло» Анатолія Крима (реж. Володимир Цивінський, Київський академічний театр драми і комедії на лівому березі Дніпра)

- 19 березня —
  - «Decameron» за новелами «Декамерон» Джованні Боккаччо (реж. Олег Мельничук, Донецький академічний обласний драматичний театр)[39][40]
  - «Завтра» сучасний балет на музику Фридерика Шопена (пост. Раду Поклітару, Київський академічний театр «Київ Модерн-балет»)[41]

- 24 березня —
  - «Хто я є?» за п’єсою «Емігранти» Славомира Мрожека (реж. Віктор Попов, Академічний музично-драматичний театр імені Лесі Українки міста Кам'янського)

- 25 березня —
  - «Hotel “57”» мюзикл Марини Осіпової (реж. Олександра Блінкова, Незалежний музичний театр «057», м. Харків)
  - «Енеїда» за однойменною поемою Івана Котляревського (реж. Дмитро Драпіковський, Київський академічний театр ляльок)[42][43]
  - «Енеїда» за однойменною поемою Івана Котляревського (реж. Іван Данілін, Рівненський обласний академічний український музично-драматичний театр)[44]
  - «Запорожець за Дунаєм» опера Семена Гулака-Артемовського (реж. ???, Дніпропетровський академічний театр опери та балету)[45]
  - «Кассандра» за однойменною поемою Лесі Українки (реж. Олексій Клейменов, Дніпровський академічний театр драми і комедії)[46][47]
  - «Мадмуазель, негайно одягніться!» Клода Маньє (реж. Олег Мосійчук, Тернопільський академічний обласний драматичний театр імені Т. Г. Шевченка)
  - «Пригоди в чарівній країні Оз» за мотивами роману Лімана-Френка Баума (реж. Галина Коротенко, Театральна студія «Тандем» спільно з хореографічною студією «E.G.O. dance studio», м. Кам’янець-Подольський)
  - «Солодка комедія» за мотивами роману Лімана-Френка Баума (реж. Юрій Чайка, Хмельницький академічний обласний театр ляльок)
  - «Фарс про Фауста» за мотивами п’єси Фрідріха Гайнріха фон дер Гаґена (реж. Юрій Михалко, Закарпатський обласний театр ляльок «Бавка», м. Ужгород)
  - (поновлення) «Ярослав Мудрий» опера Георгія Майбороди, лібрето за однойменною драматичною поемою Івана Кочерги (реж. Анатолій Солов’яненко, Національний академічний театр опери та балету України імені Тараса Шевченка) (перша постановка була здійснена у 1975 році Юрієм Смоличем, диригентом Стефаном Турчаком, сценографом Федором Ніродом, але у 1990-х зникла з репертуару. Наступне відновлення відбулося 2007 року)[48][49]

- 26 березня —
  - «SENIOR_на_МІЛЬЙОН» за п'єсою «Моя професія – синьйор з вищого світу» Джуліо Скарніччі та Ренцо Тарабузі (реж. Євген Курман, Хмельницький обласний український музично-драматичний театр імені Михайла Старицького)
  - «Вар-Сава» (реж. ???, Тернопільський академічний обласний театр актора і ляльки)
  - «Мама сказала “Ні!”» Дена Гуменного (реж. Іван Сунгуров, Черкаський академічний обласний український музично-драматичний театр імені Т. Г. Шевченка)
  - «Моя професія – синьйор з вищого світу» Джуліо Скарніччі та Ренцо Тарабузі (реж. Марія Олійчук, Народний аматорський театр «Авантюра», м. Нововолинськ)
  - «Той самий Мюнхгаузен» Сергія Павлюка за романом «Пригоди Барона Мюнхгаузена» Рудольфа Еріха Распе (реж. Сергій Павлюк, Полтавський академічний обласний український музично-драматичний театр імені Миколи Гоголя)[50][51]

- 27 березня —
  - «Неперевершена» Пітера Квілтера (реж. Тарас Мазур, Вінницький обласний академічний український музично-драматичний театр імені Миколи Садовського)

- 30 березня —
  - «Візит» за п'єсою «Гостина старої дами» Фрідріха Дюрренматта (реж. Давид Петросян, Національний академічний драматичний театр імені Івана Франка, м. Київ)[52][37][53][6][54][55][56][57][58]
  - «Завтра в той самий час» Любові Ільницької (реж. Світлана Ілюк, Львівський академічний драматичний театр імені Лесі Українки)
  - «Майстер» Марини Смілянець (реж. Дмитро Морозов, Національний академічний драматичний театр імені Лесі Українки, м. Київ) (до того — читка п'єси у травні 2022[59])[60]
  - «Матір моєї мами» Дар'ї Кулік (реж. Дар'я Назаренко, Київський національний академічний Молодий театр)

### Квітень
- 1 квітня —
  - «Був собі пес» за мотивами української народної казки «Пес Сірко» (реж. Руслан Нєупокоєв, Київський муніципальний академічний театр ляльок)
  - «Запорожець за Дунаєм» опера Семена Гулака-Артемовського (реж. Ганна Новіченко, Національна філармонія України)[61]
  - «Сім перших робіт Аліни» Ніна Захоженко (реж. Марічка Власова, Запорізький муніципальний театр-лабораторія «Ві»)

- 2 квітня —
  - «Русалонька» за мотивами однойменної казки Ганса Крістіана Андерсена (реж. Дмитро Карачун, Молодіжний театр «Silentium», м. Калуш)[62][63]
  - «Як Теренька жениха вибирала» Нелі Шейко-Медведєвої (реж. Михайло Мельников, Криворізький театр драми та музичної комедії імені Тараса Шевченка)

- 4 квітня —
  - «Фаустпатрон» Івана Бутняка (реж. Іван Бутняк, Чернівецький музично-драматичний театр імені Ольги Кобилянської)

- 6 квітня —
  - «Чужесранка» Ірина Феованова (реж. Альона Малюга-Мельникова, Народний аматорський театр-студія «10 ряд 10 місце», м. Ковель)

- 7 квітня —
  - «За дверима» Вольфганга Борхерта (реж. Олександр Ковшун, Вінницький обласний академічний український музично-драматичний театр імені Миколи Садовського)
  - «О, цей чудовий світ!» Олександра Плехуна та Віктора Єрмоленка (реж. Олександр Плехун та Віктор Єрмоленко, Харківський академічний драматичний театр, мала сцена)
  - «Чашка чорної кави» Василя Василька (реж. Валерія Федотова, Одеський академічний український музично-драматичний театр імені В. Василька)[64]
  - «Через пекло» за новелою «Сойчине крило» Івана Франка (реж. Валерія Федоріщенко, Київський камерний театр «Дивний Замок»)

- 8 квітня —
  - «Тартюф» за однойменною п'єсою Мольєра (реж. Євген Резніченко, Миколаївський національний академічний український театр драми і музичної комедії)

- 9 квітня —
  - «Івасик-Телесик» (реж. Олена Ткачук, Рівненський академічний обласний театр ляльок)[65][66]

- 12 квітня —
  - «Як все починалося» Валерія Бондаренка (реж. Валерій Бондаренко, Черкаський академічний обласний український музично-драматичний театр імені Т. Г. Шевченка)

- 13 квітня —
  - «Коли дівчата грають JAZZ» (реж. Максим Булгаков, Сумський національний академічний театр драми та музичної комедії імені Михайла Щепкіна)
  - «Чарлі Гордон — ідіот» Сергія Кузика за мотивами оповідання «Квіти для Елджернона» Деніела Кіза (реж. Анастасія Кузик, Чернігівський обласний академічний український музично-драматичний театр імені Тараса Шевченка)[67]

- 15 квітня —
  - «Дон Жуан» за мотивами творів Лесі Українки та Джорджа Байрона на музику іспанських композиторів (реж. Тетяна Брисіна, Криворізький театр драми та музичної комедії імені Тараса Шевченка)

- 21 квітня —
  - «Гостя» Н. Яремчі (реж. ???, Чернігівський обласний молодіжний театр)
  - «Кайдашева сім’я» Івана Нечуй-Левицького (реж. Ірина Чваркова, Академічний музично-драматичний театр імені Лесі Українки міста Кам'янського)

- 22 квітня —
  - «Закон» Володимира Винниченка (реж. Михайло Мельников, Криворізький театр драми та музичної комедії імені Тараса Шевченка)
  - «Лелечине щастя» Юліти Ран (реж. Наталія Тимощук, Полтавський академічний обласний театр ляльок)
  - «Лис Микита» за Іваном Франком (реж. Катерина Чепура, Київський академічний театр юного глядача на Липках)[68][69]
  - «Полотно» (Художній перформанс Ренато Ортіса, м. Кривий Ріг)
  - «Як я залишилася сама» Григорія Мане за мотивами п'єси «Папуджарі» Міро Гаврана (реж. Григорій Мане, Київський національний академічний Молодий театр, камерна сцена)

- 23 квітня —
  - «Джереґеля. ВеснянОчки» (реж. Богдана Бончук, Перший український театр для дітей та юнацтва)[70]
  - «Невишневий сад» (авторка ідеї Люда Тимошенко) драматурги: Павло Ар'є, Тетяна Киценко, Юля Гончар, Ірина Гарець, Оксана Гриценко, Ігор Білиць, Лєна Лягушонкова, Катерина Пенькова, Людмила Тимошенко, Андрій Бондаренко, Анастасія Косодій, Наталія Блок, Олена Гапеєва, Ольга Мацюпа та Оксана Савченко (реж. Ігор Білиць, Театр драматургів)[71]

- 25 квітня —
  - «Тутізар»: за мотивами творчості „Один в каное“» (реж. Олена Вахрамєєва, Тілесно орієнтований театр «Тотеатр», м. Київ)

- 26 квітня —
  - «Хто ти, Максе?» Макса Горді (реж. Макс Горді, Театр на Михайлівській, м. Київ)

- 28 квітня —
  - «…А зараз ви прокинетесь…» Галини Стричак за сюжетною лінією з оповідання «Останній листок» О. Генрі (реж. Галина Стричак, Вільний театр «Око», м. Львів)
  - «Конотопська відьма» за однойменною повістю Григорія Квітки-Основ'яненка (реж. Іван Уривський, Національний академічний драматичний театр імені Івана Франка)[54][72][73][74][75][76][77][78][79]
  - «Ти – Атлантида» (реж. ???, Театр «Akterstvo», м. Київ)

- 29 квітня —
  - «Вертеп. Війна. Вірші» за поезією Сергія Жадана (реж. Оксана Дмітрієва, Харківський державний академічний театр ляльок імені В. А. Афанасьєва)[80]
  - «Я і моя людина» А. Татарінова за мотивами твору «До побачення, яр!» Костянтина Сергієнка (реж. ???, Театральна студія «Третій дзвінок», м. Тернопіль)

- 30 квітня —
  - «ІШО» Павла Осікова (реж. Павло Осіков, Театр одного актора «Ave», м. Кривий Ріг)

### Травень
- 5 травня —
  - «Леся. Їсторія» Оксани Данчук за поемою «Роберт Брюс, король шотландський» та листами Лесі Українки (реж. Ленка Удовічкі, Львівський академічний драматичний театр імені Лесі Українки)[81]
  - «Небезпечні ми» за п’єсою «Олеанна» Девіда Мемета (реж. Олімпіада Шамрай, Київський академічний театр на Печерську)

- 6 травня —
  - «Мина Мазайло» за однойменною п'єсою Миколи Куліша (реж. Олена Щурська, Мистецько-концертний центр ім. Івана Козловського Київського національного академічного театру оперети)
  - «Намалюй мені літак» Михайла Урицького за мотивами однойменної новели Еріка-Емманюеля Шмітта (реж. Михайло Урицький, Київський академічний театр драми і комедії на лівому березі Дніпра)[6][8][82][83]
  - «Пристрасті на мільйон» Джуліо Скараччі, Ренцо Тарабузі (реж. Володимир Петрів, Рівненський обласний академічний український музично-драматичний театр)[84]
  - «Ріпка, або Казка на городі» Володимира Лісового за мотивами казки Івана Франка (реж. Лариса Гарлінська, Волинський академічний обласний театр ляльок, м. Луцьк)

- 7 травня —
  - «Їжачок-ніндзя» Ігор Білиць (реж. Іван Данілін, Чернівецький академічний обласний театр ляльок)

- 8 травня —
  - «Мій бідний Фюрер» Володимира Петранюка (реж. Володимир Петранюк, Театр української традиції «Дзеркало»)[85]

- 9 травня —
  - «Жінка в Берліні» за однойменним щоденником Марти Гіллерс (реж. Олена Щурська, Український малий драматичний театр)[86][87]

- 10 травня —
  - «Зелені коридори» Наталки Ворожбит (реж. Максим Голенко, Київський академічний драматичний театр на Подолі)[88][89][90][91][92][93][94][95][96]

- 12 травня —
  - «Замок герцога Синя Борода» опера Бела Бартока (реж. Олександр Співаковський, Незалежна мистецька формація «Art.Razom», м. Київ)[97][98]
  - «Урок» Ежена Йонеско (реж. Юрій Паскар, Театральна лабораторія «ВідСутність» (м. Рівне))

- 13 травня —
  - «Коти-біженці» Людмили Тимошенко та Марини Смілянець (реж. Олена Ткачук, Рівненський академічний обласний театр ляльок)
  - «Сон літньої ночі» за однойменною п'єсою Вільяма Шекспіра (реж. Євген Резніченко, Одеський обласний театр ляльок)[99][100]

- 14 травня —
  - «Лісова пісня» за однойменною п'єсою Лесі Українки (реж. Ігор Матіїв, Бориспільський муніципальний театр «Березіль»)
  - «Покидьки» Катерини Пенькової (реж. Поліна Коробейник (Булюк), Дивний Замок. Театр на СОЛОм’янці, м. Київ)
  - «Як ти?» за творами Ніни Захоженко, Людмили Тимошенко та Ірини Лінник (реж. Ігор Трахт, Народний театр-студія «Маски», м. Дніпро)

- 16 травня —
  - «Вчимо абетку» Ольги Рибчинської-Фіновської (реж. Юрій Чайка, Хмельницький академічний обласний театр ляльок)

- 19 травня —
  - «Ромео і Джульєтта» за однойменною п'єсою Вільяма Шекспіра (реж. Людмила Скрипка, Чернівецький музично-драматичний театр імені Ольги Кобилянської)

- 20 травня —
  - «Бамбуковий острів» (3-я версія) Анни Богачової (реж. Дмитро Татарінов, Театральна студія «Третій дзвінок», м. Тернопіль)
  - «Гусеня на валізах» за п’єсою «Марічка і Гусенятко» Лєни Лягушонкової у співавторстві з Катериною Пеньковою, за участі Олега Михайлова (реж. Катерина Лавринець, Рівненський академічний обласний театр ляльок)
  - «Запорожець за Дунаєм» опера Семена Гулака-Артемовського, лібрето Миколи Бровченка та Оксани Тараненко (реж. Оксана Тараненко, Львівський національний академічний театр опери та балету імені Соломії Крушельницької)[101][102][103]
  - «Приголомшена Тетяна» Лаши Бугадзе (реж. Людмила Колосович, Донецький академічний обласний драматичний театр)[104][105][106]

- 21 травня —
  - «Істерія вголос» Ірини Ярмоленко за віршами Марти Гуцуляк (реж. Ірина Ярмоленко, Мистецьке об’єднання «FRANCO-театр», м. Коломия)[107]

- 22 травня —
  - «Ох, ця ж Анна!» Марка Камолетті (реж. Ірина Дейнекіна, Молодіжний театр «Резонанс» ім. Валерія Дейнекіна, м. Кропивницький)[108][109]

- 23 травня —
  - «Загнаний кінь» Франсуази Саган (реж. Дмитро Чирипюк, Національний академічний драматичний театр імені Івана Франка, камерна сцена)[54]

- 25 травня —
  - «Кабаре „Шекспір“. Частина | Гамлет» за текстами Вильяма Шекспіра, Михайля Семенка (моновистава актора Володимира Лютікова, Центр Сучасного Мистецтва «ДАХ»)
  - «МАТИ ГІРКОГО (гугл транслейт)» Лєни Лягушонкової (реж. Дмитро Леончик, Чернівецький музично-драматичний театр імені Ольги Кобилянської)[110]

- 26 травня —
  - «Наше містечко» за однойменною п'єсою Торнтона Вайлдера (реж. Євген Курман, Миколаївський академічний художній драматичний театр)[111][112][113]

- 27 травня —
  - «Дзяди» за однойменною поемою Адама Міцкевича (реж. Майя Клечевська, Польща, Івано-Франківський національний академічний драматичний театр імені Івана Франка)
  - «Жираф Монс» Олега Михайлова (реж. Оксана Дмітрієва, Харківський державний академічний театр ляльок імені В. А. Афанасьєва)[114][115]
  - «Кролик Гарві» Мері Чейз (реж. Андрій Білоус, Київський національний академічний Молодий театр)
  - «Лісова пісня» за однойменною п'єсою Лесі Українки (реж. Дмитро Татарінов, Театральна студія «Третій дзвінок», м. Тернопіль)

- 28 травня —
  - «Академія сміху» Кокі Мітані[en] (реж. Яніна Бабченко, Дніпровський академічний театр драми і комедії)
  - «Моя професія – синьйор з вищого світу» Джуліо Скараччі, Ренцо Тарабузі (реж. В'ячеслав Жила, Тернопільський академічний обласний драматичний театр імені Т. Г. Шевченка)[116]
  - «Ножиці» Пола Портнера (реж. Ігор Матіїв, Черкаський академічний обласний український музично-драматичний театр імені Т. Г. Шевченка)
  - «Танок блукаючого вогню» на основі поеми «Меморандум Герштейна» та поезії ранньої лірики Дмитра Кременя (реж. Василь Шершун, Закарпатський академічний обласний український музично-драматичний театр імені братів Юрія-Августина та Євгена Шерегіїв, м. Ужгород)[117]

- 29 травня —
  - «Два скетчі про війну» Юліти Ран (реж. Юлія Тузова, ГО «Жива лялька», м. Луцьк)[118]

### Червень
- 2 червня —
  - «Тигролови» за мотивами однойменного роману Івана Багряного на музику Богдана Решетілова (реж. Сергій Павлюк, Київський національний академічний театр оперети)[119][120][121][122][123][124][125][126]

- 6 червня —
  - «Королева краси» за п'єсою «Красуня з Лінена» Мартіна Мак-Дони (реж. Андрій Білоус, Київський національний академічний Молодий театр)
  - «Родина “Веселка”» за п’єсою «Гей-парад» Ігоря Білиця (реж. Владислав Писарев, Сумський національний академічний театр драми та музичної комедії імені М. С. Щепкіна)

- 7 червня —
  - «Земний монолог» Марини Васильєвої за творами Дмитра Креміня (реж. Артем Свистун, Миколаївський академічний художній драматичний театр)[127][128][129][130][131]

- 10 червня —
  - «Комедіанти» за версією Автанділа Варсімашвілі (реж. Володимир Кудлінський, Київський академічний драматичний театр на Подолі)[132][95]

- 13 червня —
  - «Олена Теліга. Повернення» за листами, щоденниками, есеями та поезіями Олени Теліги, спогадами сучасників та дослідників життя поетеси (реж. Олена Лазович, Майстерня Олени Лазович, м. Київ)[133]

- 17 червня —
  - «Мотлох» (реж. Максим Кондратов, Творче об’єднання «Мотлох», м. Запоріжжя)
  - «ТичинА: феномен добИ» за віршами Павла Тичини (пост. Софія Баскакова, Ігор Димов, Володимир Руденко, Центр Сучасного Мистецтва «ДАХ»)

- 23 червня —
  - «Лунаса» за п’єсою «Танці на Луназу» Брайана Фріла[en] (реж. Андрій Приходько, Перший український театр для дітей та юнацтва)[134]

- 24 червня —
  - «ELECTROСКОВОРОДА» на основі віршованих та прозових творів Григорія Сковороди (реж. Ольга Донік та Павло Неброєв, Запорізький муніципальний театр-лабораторія «Ві»)
  - «Кохання січового стрільця» Ярослава Барнича (реж. Віталій Платов, Одеський академічний театр музичної комедії імені М. Водяного)[135][136]

- 27 червня —
  - «Борщ. Мій рецепт виживання» Марини Смілянець (реж. Артем Вусик, Хмельницький обласний український музично-драматичний театр імені Михайла Старицького, експериментальна сцена «Антракт»)[137][138]
  - «Хлібне перемир’я» Сергія Жадана (реж. Петро Авраменко, Житомирський театр імені Івана Кочерги)[139][140][141]

- 28 червня —
  - «Заборонений» за однойменним романом Сергія Дзюби та Артемія Кірсанова (реж. Сергій Павлюк, спільний проєкт Кіровоградський академічний український музично-драматичний театр ім. Марка Кропивницького та Херсонський обласний академічний музично-драматичний театр ім. Миколи Куліша)[142]

- 29 червня —
  - «Звір» Наталі Ігнатьєвої (реж. Данііл Примачов, Національний академічний драматичний театр імені Лесі Українки)[143]

- 30 червня —
  - «37 листівок» Майкла МакКівера (реж. Євгеній Резніченко, Київський академічний театр драми і комедії на лівому березі Дніпра)

### Липень
- 1 липня —
  - «Віддайте тіло» Анатолія Крима (реж. Владислав Шевченко, Полтавський академічний обласний український музично-драматичний театр імені Миколи Гоголя)[144]
  - «Ніч на полонині» за поемою Олександра Олеся (реж. Ігор Білиць, Івано-Франківський національний академічний драматичний театр імені Івана Франка)[145]

- 5 липня —
  - «Академія сміху» Кокі Мітані (реж. Василь Гриб, Волинський обласний академічний музично-драматичний театр імені Тараса Шевченка)[146]

- 7 липня —
  - «Тренди твіттера» Слави Юшкова (реж. Слава Юшков, Національний академічний драматичний театр імені Лесі Українки, м. Київ)[147][148][149]

- 14 липня —
  - «Академія сміху» Кокі Мітані (реж. Сергій Москаленко, Харківський академічний драматичний театр)[150]

- 15 липня —
  - «Коти-біженці» Людмили Тимошенко та Марини Смілянець (реж. Сергій Дібров, Театр для дітей «Сонечко», м. Київ)[151]

- 16 липня —
  - «Украдене щастя» за однойменною п'єсою Івана Франка (реж. Євген Храмцов, Національний академічний драматичний театр імені Лесі Українки, м. Київ)[152]

- 17 липня —
  - «Шантрапа» Панаса Саксаганського (реж. Наталія Вігран, Черкаський академічний обласний український музично-драматичний театр імені Т. Г. Шевченка)[153]

- 28 липня —
  - «Джа-ла-пі-та» Емми Андієвської (реж. Поліна Коробейник (Булюк), Одеський театр юного глядача ім. Юрія Олеші)[154][155][156]

### Серпень
- 1 серпня —
  - «Сон літньої ночі» за п'єсою «Сон літньої ночі» Вільяма Шекспіра (реж. Андра Каваляускайте, Київський театр на Подолі)[157][158]

- 4 серпня —
  - «Цвіт жакаранди» за п'єсою «Дерева помирають стоячи[es]» Алехандро Касона (реж. Кирило Кашліков, Національний академічний драматичний театр імені Лесі Українки, м. Київ)

- 5 серпня —
  - «Жирафа і Носоріг» Х. Гюнтера (реж. Юрій Шишеня, Миколаївський обласний театр ляльок)[159]
  - «Фарбований Лис» за Іваном Франком (реж. Олександр Куцик, Одеський обласний театр ляльок)[160]

- 17 серпня —
  - «Піна днів» Олексій Доричевський за мотивами роману «Шумовиння днів» Бориса Віана (реж. Наталка Сиваненко, «Дикий Театр», м. Київ)[161]

- 19 серпня —
  - «Кортес» Лєни Лягушонкової (реж. Тетяна Губрій, Київський академічний театр «Золоті ворота»)[162][163][164][165][166]
  - «Принцеса А-Чому» Івана Бутняка за казкою Сільвії Ронкальї (реж. Іван Бутняк, Чернівецький музично-драматичний театр імені Ольги Кобилянської)[167][168]

- 26 серпня —
  - «Medealand» Сари Стрідсберг (реж. Катерина Чепура, Київський академічний театр юного глядача на Липках)[169]

- 27 серпня —
  - «Останнє Туреня» за п'єсою «Легенда про останнє туреня» Олександра Гавроша (реж. Олександр Куцик, Закарпатський обласний театр ляльок «Бавка», м. Ужгород)[170][171]
  - «Підступність і кохання» за п'єсою Фрідріха Шиллера (реж. Іван Уривський, Івано-Франківський національний академічний драматичний театр імені Івана Франка[172]

### Вересень
- 7 вересня —
  - «Ілона Кокс. Спроба творчого вечора» (реж. ???, Дніпровський міський театр «КВН ДГУ»)[173]
  - (поновлення) «Море… Ніч… Свічки…» за п’єсою «Це величне море» Йосефа Бар-Йосефа[he] (реж. Едуард Митницький, Київський академічний театр драми і комедії на лівому березі Дніпра) (прем’єра відбулася 1 березня 2003 року, кураторка повернення вистави до репертуару – Тамара Трунова)[174][175]

- 9 вересня —
  - «Позивний „Горобчик“» за п’єсою «Погані дороги» Наталки Ворожбит (реж. Сергій Павлюк, Херсонський обласний академічний музично-драматичний театр імені Миколи Куліша) (прем’єра відбулася на сцені Миколаївського академічного художнього драматичного театру)[176]

- 10 вересня —
  - «Ісус – Син Бога Живого» (реж. Федір Стригун, Тернопільський академічний обласний драматичний театр імені Т. Г. Шевченка)[177][178][179]
  - «Обережно, міна!» Юлії Гудошник (реж. Ігор Білиць, Національний академічний драматичний театр імені Лесі Українки, м. Київ)

- 14 вересня —
  - «Народний Малахій» (реж. Тарас Мазур, Вінницький обласний академічний український музично-драматичний театр імені Миколи Садовського)

- 15 вересня —
  - «Піноккія» мюзикл Бориса Севастьянова, лібрето Дмитра Тодорюка за мотивами казки Карло Коллоді (реж. Віталій Пальчиков, Київська опера)[180]

- 16 вересня —
  - «Лис Микита» опера Івана Небесного, лібрето Василя Вовкуна за однойменною поемою Івана Франка (реж. Василь Вовкун, Дніпропетровський академічний театр опери та балету)[181][182]

- 17 вересня —
  - «Той, хто відкриває двері» Неди Нежданої (реж. Юрій Чайка, Хмельницький академічний обласний театр ляльок)[183]

- 23 вересня —
  - «Біла пошесть» Карела Чапека (реж. Дмитро Леончик, Чернівецький музично-драматичний театр імені Ольги Кобилянської)[184][185]
  - «В неділю рано зілля копала» за мотивами однойменної повісті Ольги Кобилянської (реж. Олександр Самусенко, Одеський академічний український музично-драматичний театр імені В. Василька)[186][187]
  - «Даремна обережність» Петера Гертеля, лібрето Жана Доберваля у редакції Василя Вовкуна та Сергія Бондура (балетм. Сергій Бондур, Львівський національний академічний театр опери та балету імені Соломії Крушельницької)[188]
  - «Земля» за мотивами однойменної повісті Ольги Кобилянської (реж. Давид Петросян, Національний академічний український драматичний театр імені Марії Заньковецької, м. Львів)[189][190][191][192][193][194]
  - «Люче і Фелікс» (реж. Антон Меженін, Дніпровський академічний театр драми і комедії)

- 24 вересня —
  - «Лісовий цирк» Світлани Лелюх (реж. Іван Вороний, Волинський академічний обласний театр ляльок, м. Луцьк)[195]

- 27 вересня —
  - «Васьок Go» Лєни Лягушонкової (реж. Борис Кривець, Хмельницький обласний український музично-драматичний театр імені Михайла Старицького, експериментальна сцена «Антракт»)[196]

- 28 вересня —
  - «Коти-біженці» Людмили Тимошенко та Марини Смілянець (реж. Олексій Гнатюк, Театр авторської п'єси «Conception», м. Маріуполь)[197]

- 29 вересня —
  - «Зелені коридори» Наталки Ворожбит (реж. Олексій Гладушевський, Театр Драматургів, м. Київ)[198]

### Жовтень
- 1 жовтня —
  - «Літаючі жінки» за п'єсою «Боїнг-Боїнг» Марка Камолетті (реж. Орест Огородник, ТАП «Театр Актуальної П’єси Ореста Огородника», м. Львів)[199][200]

- 2 жовтня —
  - «Полковник і птахи» (реж. Андріюс Дарела, Національний академічний драматичний театр імені Лесі Українки)

- 3 жовтня —
  - «Життя прекрасне» за п’єсою «З життя корисних копалин» Фредеріка Строппеля (реж. В’ячеслав Жуков, Національний академічний український драматичний театр імені Марії Заньковецької, м. Львів)[189][201]

- 5 жовтня —
  - «Не сподіваючись на мрію» Євгена Мішанкіна (реж. Олександр Щесняк, Одеський академічний театр музичної комедії імені М. Водяного, сцена «на висоті»)[202]

- 5 жовтня —
  - «Гріх» за однойменною п'єсою Володимира Винниченка (реж. Андрій Бакіров, Чернігівський обласний академічний український музично-драматичний театр імені Тараса Шевченка)[203]

- 7 жовтня —
  - «Житейське море» за однойменною п'єсою Івана Карпенка-Карого (реж. Петро Ільченко, Національний академічний драматичний театр імені Івана Франка, камерна сцена)[54]
  - «Пригоди бравого вояка Швейка, або Про маленьку людину під час великих потрясінь» Світлани Новицької за мотивами роману Ярослава Гашека (реж. Іван Данілін, Чернівецький академічний обласний театр ляльок)[204]

- 8 жовтня —
  - «Угода з ангелом» Неди Нежданої (реж. Михайло Фіщенко, Закарпатський академічний обласний український музично-драматичний театр імені братів Юрія-Августина та Євгена Шерегіїв (м. Ужгород)[205]

- 14 жовтня —
  - «Бабуня з дідунем займаються сексом» Поліни Положенцевої (реж. Роб Фельдман, Театр Драматургів, м. Київ)[206]
  - «Гарбузик» Юрія Тітарова за мотивами повісті «Зачарована Десна» Олександра Довженка (реж. Юрій Тітаров, Київський приватний театр ляльок «Равлик»)
  - «Для домашнього огнища» за Іваном Франком (реж. Ольга Гаврилюк, Національний академічний драматичний театр імені Лесі Українки, м. Київ)
  - «Люби мене не покинь» Ольги Анненко (реж. Тетяна Губрій, Київський академічний театр «Золоті ворота»)[207]
  - «Псалми війни» на музику Євгена Станковича, лібрето Василя Вовкуна (реж. Василь Вовкун, Львівський національний академічний театр опери та балету імені Соломії Крушельницької)[208][209]
  - «Я Батурин» Ольги Бабій (реж. Ірина Ципіна, Вільний театр «ОКО», м. Львів)

- 19 жовтня —
  - «Люкс для іноземців» (реж. Анатолій Хостікоєв, Національний академічний драматичний театр імені Івана Франка)[210][211]
  - «У пошуках маленького принца» музика Станіслава Ярецького, лібрето Елеонори Пристоп’юк, Юлії Алєксєєвої та Станіслава Ярецького за мотивами повісті-казки «Маленький принц» Антуана Сент-Екзюпері (реж. Юлія Алєксєєва, Хмельницька обласна філармонія)[212][213]
  - «Урок» Ежена Йонеско (реж. Алла Федоришина, Львівський академічний духовний театр «Воскресіння»)[214]

- 21 жовтня —
  - «ДискримиНАЦІЯ» на музику Георга Генделя та Валентина Сильвестрова (пост. Раду Поклітару), Київський академічний театр «Київ Модерн-балет»)[215][216][217]
  - «Доця» Ігоря Білиця за мотивами однойменного роману Тамари Горіха Зерня (реж. Ігор Білиць, Національний академічний український драматичний театр імені Марії Заньковецької (сцена «Стрих»), м. Львів)[189][218]

- 22 жовтня —
  - «Зівʼялі квіти викидають» за однойменним романом Ірен Роздобудько (реж. Ростислав Держипільський та Назарій Панів, Івано-Франківський національний академічний драматичний театр імені Івана Франка)

- 24 жовтня —
  - «Після Перемоги» Станіслава Садаклієва (реж. Станіслав Садаклієв, Центр «Жага життя» та ГО «Спілка батьків молоді з інвалідністю «Перспектива) (вистава за участі людей із інвалідністю в рамках проєкту «Митцем може стати кожен, кому є що сказати суспільству»)[219]

- 27 жовтня —
  - «Пошились у дурні» Марка Кропивницького (реж. Євген Скрипник, Кропивницький академічний український музично-драматичний театр імені М. Л. Кропивницького[220]
  - «Фарбований лис» Марина Васильєва за мотивами казки Івана Франка (реж. Катерина Богданова, Миколаївський академічний художній драматичний театр)[221][222][223]

- 30 жовтня —
  - «Будьте здорові, мосьє!» П'єра Шено (реж. В'ячеслав Жила, Київський академічний театр «Актор»)

### Листопад
- - (???) «Орфей» на основі драматичної поеми «Орфеєве чудо» Лесі Українки та актуального драматургічного тексту «Орфей. Чудо» Єлізавети Баннікової (реж. Степан Пасічник, Харківський театр «P.S.»)[224]

- 3 листопада —
  - «Не боюсь Вірджінії Вулф» за п'єсою Едварда Олбі (реж. Олена Щурська, Національний академічний драматичний театр імені Лесі Українки, м. Київ)[225]

- 6 листопада —
  - «Веселка на Салтівці» (реж. Артем Вусик, Харківський альтернативний незалежний театр «Нафта»)[226]

- 8 листопада —
  - «Життя – це сон» Кальдерона де ла Барка (реж. Ігнасіо Гарсіа (Іспанія), Олег Замятін, Національний академічний драматичний театр імені Лесі Українки, м. Київ)
  - «Мандрагора» за Нікколою Макіавеллі (реж. Іван Данілін, Київський академічний театр «Актор»)

- 10 листопада —
  - «Удаваний хворий» за однойменною п'єсою Мольєра (реж. Павло Гатилов, Володимир Фоменко, Миколаївський академічний художній драматичний театр)[221][227][228]

- 11 листопада —
  - «Клуб “Зневіра”» за мотивами «Intermezzo» Михайла Коцюбинського (реж. Владислав Білоненко, Львівський академічний драматичний театр імені Лесі Українки)
  - «П’ять пісень Полісся» Людмили Тимошенко (реж. Владислав Писарев, Сумський національний академічний театр драми та музичної комедії імені М. С. Щепкіна)[229][230]

- 12 листопада —
  - «Симулянти» за мотивами п'єси «Удаваний хворий» Мольєра (реж.-пост. Андрій Білоус, реж. Дар'я Назаренко, Київський національний академічний Молодий театр)

- 15 листопада —
  - «Ціанистий калій… З молоком чи без?» за п'єсою Хуана Хосе Алонсо Мільяна (реж. Григорій Сиротюк, Вінницький обласний академічний український музично-драматичний театр імені Миколи Садовського)

- 18 листопада —
  - Кабаре на кордоні» (реж. Романа Соутус, NASHi.etc, м. Київ)
  - «Пісні Полісся» Людмили Тимошенко (реж. Дмитро Весельський, Український малий драматичний театр[231]

- 19 листопада —
  - «Мертві без поховання» за Жаном-Полем Сартром (реж. Йокубас Бразіс, Івано-Франківський національний академічний драматичний театр імені Івана Франка

- 22 листопада —
  - «Величне століття. Веселе» Сергія Кулибишева (реж. Сергій Кулибишев, Чернівецький музично-драматичний театр імені Ольги Кобилянської)[232][233]

- 23 листопада —
  - «Вороги. Історія любові» Олексія Доричевського за Іцхака Башевіс-Зінгера (реж. Максим Голенко, Національний академічний український драматичний театр імені Марії Заньковецької, м. Львів)[189][234][235][106]

- 25 листопада —
  - «З цією виставою щось не так» за однойменною п'єсою[en] Генрі Льюїса, Джонатана Сейєра, Генрі Шилдса[en] (реж. Емі Марчант, Київський академічний театр драми і комедії на лівому березі Дніпра, Ризький театр Дайлес та Лондонський Вест-Ендським Mischief Theatre[en]) (прем’єра відбулася 28 липня 2022 року у Ризі на сцені театру «Дайлес»)[236][237][238][239]
  - «Івасюк. Черона рута» Ірини Гарець (реж. Марічка Власова, Запорізький театр танцю та Запорізький муніципальний театр-лабораторія «Ві»)[240][241][242]

- 26 листопада —
  - «Хазяїн» за п'єсою Івана Карпенка-Карого (реж. Іван Уривський, Київський академічний драматичний театр на Подолі)[243][244][245][77][246][247][248][249]

- 29 листопада —
  - «Мольєр. Анатомія» Ніна Захоженко за мотивами п’єси «Хворий, та й годі» Мольєра (реж. Дмитро Захоженко, Львівський академічний театр імені Леся Курбаса)[250][251]

- 30 листопада —
  - «AGNORIS» Еріка-Емманюеля Шмітта (реж. Олексій Лісовець, Національний академічний драматичний театр імені Лесі Українки, м. Київ)[252][253]

### Грудень
- 1 грудня —
  - «Кабаре» мюзикл Джона Кандера[en], Фреда Ебба[en] та Джо Мастероффа[en] (реж. Олена Коляденко, Київський національний академічний Молодий театр)[254][255]

- 2 грудня —
  - «Буде тобі, враже, так, як відьма скаже» за п'єсою «Протитанкова відьма» Олени Маляренко (реж. Сергій Павлюк, Херсонський обласний академічний музично-драматичний театр імені Миколи Куліша)
  - «Тіні забутих предків» балету на музику Івана Небесного та лібрето Василя Вовкуна за повістю Михайла Коцюбинського (пост. Артем Шошин, Львівський національний академічний театр опери та балету імені Соломії Крушельницької)[256][257]

- 3 грудня —
  - «Косачка» Юлії Лопати (реж. Юлія Лопата, Незалежний проєкт, м. Київ)[258][259] (від 23 травня 2025 року проєкт перенесено до Запоріжжя[260])

- 5 грудня —
  - «Котигорошко» за п'єсою Анатолія Шияна (реж. Ростислав Держипільський, Івано-Франківський національний академічний драматичний театр імені Івана Франка)
  - «Розмова птахів» за поезіями «Саду божественних пісень» та текстами Григорія Сковороди, із традиційними піснями та музикою Гетьманщини, українською та європейською бароковою музикою і танцями, кантами, псальмами і давніми духовними напівами України (реж. Наталія Половинка, Львівський муніципальний театральний, художньо-дослідницький та освітній центр «Слово і голос»)[261]

- 6 грудня —
  - «Скрудж. Різдвяна історія» за повістю «Різдвяна пісня в прозі, або Різдвяне оповідання з привидами» Чарлза Дікенсена (реж. Володимир Петрів (Україна) та Генрік Адамик (Польща), Рівненський обласний академічний український музично-драматичний театр)

- 7 грудня —
  - «Необорна пташка» модернбалет (реж. Костянтин Богомаз, «TNG dance company», м. Тернопіль)[262][263]

- 9 грудня —
  - «Візит дами» за п'єсою «Гостина старої дами» Фрідріха Дюрренматта (реж. Сергій Павлюк, Полтавський академічний обласний український музично-драматичний театр імені Миколи Гоголя)[264]
  - «Тореадори з Васюківки» за однойменною повістю Всеволода Нестайка (реж. Крістіна Авакян, Київський академічний театр юного глядача на Липках)[68]

- 13 грудня —
  - «Диригент янголів» Віктора Мозгового за п’єсою Олега Миколайчука-Низовця (реж. Віктор Мозговий, Миколаївський академічний художній драматичний театр) (присвята композитору та диригенту Миколі Леонтовичу)[228][265][266][267]
  - «Життя синьої rose» ха п'єсою «Скляний звіринець» Теннессі Вільямса (реж. Сергій Москаленко, Харківський академічний драматичний театр)[268]
  - «Снігова королева» за мотивами казки Ганса Крістіана Андерсена (реж. Ольга Буга, Вінницький обласний академічний український музично-драматичний театр імені Миколи Садовського)

- 16 грудня —
  - «1900-й. Легенда про піаніста» Алессандра Барікко (реж. Олександр Самусенко, Одеський академічний український музично-драматичний театр імені В. Василька)[269]

- 21 грудня —
  - «За хвилину до Різдва» лібрето Оксани Тараненко на музику Каміля Сен-Санса та «Carol of the Bells» (пост. Сергій Кон, Київський академічний театр «Київ Модерн-балет»)[270]
  - «Різдвяна пісня з привідами» за мотивами повісті  «Різдвяна пісня в прозі, або Різдвяне оповідання з привидами» Чарлза Дікенсена (реж. Дмитро Карачун, Молодіжний театр «Silentium», м. Калуш)[271][272][273]

- 22 грудня —
  - «Вовчиха» Ольги Кобилянської (реж. Людмила Скрипка, Чернівецький музично-драматичний театр імені Ольги Кобилянської)
  - «Коханий нелюб» за п'єсою «Кохання у стилі бароко» Ярослава Стельмаха (реж. Наталія Лінник, Київський академічний театр українського фольклору «Берегиня»)[274][275]

- 23 грудня —
  - «Котигорошко» Наталії Ігнатьєвої (реж. Володимир Цивінський, Київський академічний театр драми і комедії на лівому березі Дніпра)
  - «Різдвяна крамничка тітоньки Мальви» за Сашком Дерманським (реж. Катерина Чепура, Київський академічний театр юного глядача на Липках)
  - «Сойчине крило» Георгія Ковтуна за мотивами новели Івана Франка на музику Анатолія Кос-Анатольського (реж. Георгій Ковтун, Київська опера)[276][277]
  - «Скрудж та Різдвяне диво» Олександр Глумов за мотивами повісті  «Різдвяна пісня в прозі, або Різдвяне оповідання з привидами» Чарлза Дікенсена (реж. Сергій Мазаний, Дніпровський академічний театр драми і комедії)[278]

- 27 грудня —
  - «Котигорошко проти викінгів» Альони Мовчан (реж. Сергій Павлюк, Херсонський обласний академічний музично-драматичний театр ім. Миколи Куліша спільно із Миколаївським академічним художнім драматичним театром[279]
  - «Поки ми чекаємо» Фредеріка Молунда (реж. Фредерік Молунд (Норвегія), Український малий драматичний театр, м. Київ)[280]

- 28 грудня —
  - «Соломія» за спогадами сучасників Соломії Крушельницької (реж. Олена Лазовіч, Київський академічний театр на Печерську)[281]

- 29 грудня —
  - «Дон Кіхот» за Мігелем де Сервантесом (реж. Міхай Тарна (Молдова), Івано-Франківський національний академічний драматичний театр імені Івана Франка)[282]

### Без дати
- - (???, весна) «???» Марини Смілянець (реж. Тетяна Губрій, Київський академічний театр драми і комедії на лівому березі Дніпра)[6]
  - (???) «Атомна русалка» Андрія Бондаренка (реж. Яну Титаренко, Львівський обласний театр ляльок)[283]
  - (???) «Березовський» рок-опера (реж. Богдан Струтинський, ???)[284]
  - (???) «Звірині історії» Дона Нігро (реж. Валерія Федотова, Одеський академічний український музично-драматичний театр імені В. Василька)
  - (???) «Кайдаші» за повістю «Кайдашева сім'я» Івана Нечуй-Левицького (реж. Ігор Білиць, Національний академічний український драматичний театр імені Марії Заньковецької, м. Львів)[189]
  - (???) «Край неба» за творами Василя Симоненка (реж. Руслан Гофуров, Київський академічний театр юного глядача на Липках)[68]
  - (???) «Новеченто [1900]» Алессандро Барікко (реж. Ігор Білиць, Національний академічний український драматичний театр імені Марії Заньковецької, м. Львів)[189]
  - (???) «Ревізор» за однойменною п'єсою Миколи Гоголя (реж. В'ячеслав Жила, Київський академічний театр юного глядача на Липках)[68]
  - (???) «Самотній захід» Мартіна Мак-Дони (реж. Наталка Сиваненко, Національний академічний український драматичний театр імені Марії Заньковецької, м. Львів)[189]